# Dan Heisman
Dan Heisman, ameriški matematik, inženir in šahovski mojster, * 8. julij 1950.